# 芒迪永德
芒迪永德（法語：Mendionde，法語發音：[mɛ̃djɔ̃d]）是法国大西洋比利牛斯省的一个市镇，位于该省西部，属于巴约讷区和巴斯克地区城市公共社区。

## 地理
芒迪永德（43°20'25"N, 1°17'54"W）面积21.47 平方千米，位于法国新阿基坦大区大西洋比利牛斯省，该省份为法国东南部省份，涵盖了贝阿恩与北巴斯克，西临大西洋比斯開灣，北至朗德省，东北接热尔省，东临上比利牛斯省，南与西班牙接壤。
与芒迪永德接壤的市镇（或旧市镇、城区）包括：阿耶尔、邦洛克、阿斯帕伦、埃莱特、伊里萨里、马凯、奥塞斯。
芒迪永德的时区为UTC+01:00、UTC+02:00（夏令时）。

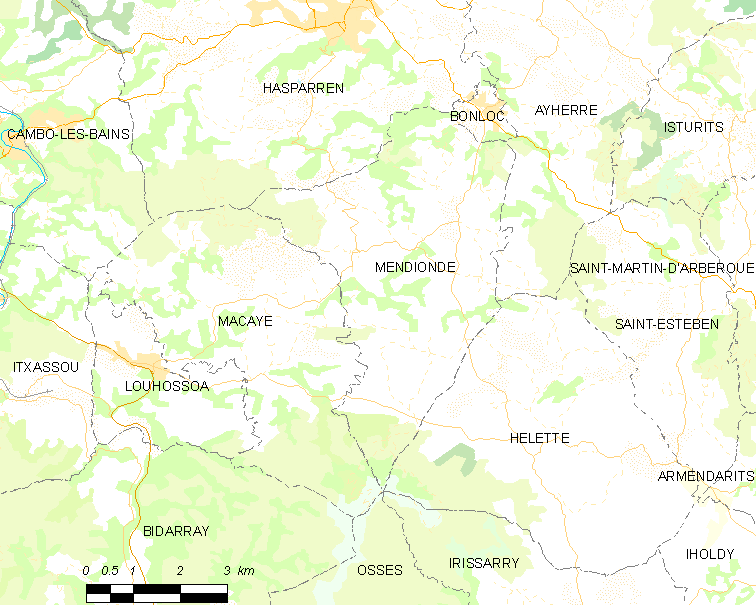
芒迪永德的OSM定位图

## 行政
芒迪永德的邮政编码为64240，INSEE市镇编码为64377。

## 政治
芒迪永德所属的省级选区为比达什地区-阿米库塞-奥斯蒂巴尔县。

## 人口

1962-2008年间芒迪永德人口变化图示

芒迪永德于2022年1月1日时的人口数量为849人。